# Pagodträd
Pagodträd (Sophora japonicum) (Styphnolobium japonicum)  är ett, 10-15 m högt lövfällande träd tillhörande familjen ärtväxter som först beskrevs av Carl von Linné, och fick sitt nu gällande namn av Heinrich Wilhelm Schott.  Inga underarter finns listade i Catalogue of Life.Pagodträd ingår i släktet Styphnolobium och familjen ärtväxter.
Pagodträdet har mättat gröna blad, upp till 30 cm långa, sammansatta parvis, med 9-15 små, mjukt rundade delblad, 2,5-5 cm långa, och under sensommaren upp till 40 cm långa vippor av gräddvita blommor.
Vissa arter av Pagodträdssläktet skiljer sig från Sophora i att de saknar förmågan att bilda symbios med Rhizobia (kvävefixerande bakterier) på sina rötter. De skiljer sig också från det relaterade släktet Calia (mescalbeans) i att ha bladfällning.

## Förekomst
Pagodträdet har sitt ursprung i Kina, men har av buddhistmunkar blivit spritt över hela östra Asien. Även i Europa odlas det sedan 1700-talet som prydnadsträd och är härdigt upp till södra delen av Sverige.

## Användning
Förutom användning som prydnadsväxt och som material för trähantverk är pagodträd en av de 50 grundläggande växter som används i traditionell kinesisk medicin.

## Kinesisk etymologi
Det kinesiska tecknet för trädet (槐, huái) är sammansatt av delarna ”trä" (木, mù) och "demon" (鬼 guǐ). I folklore, är det sagt att en koherde byggt ett hem av virke från denna trädart, och inom en månad hittades plötsligt hela hans familj död, utan några tecken på något angrepp. Det ansågs därför att demoner dras till detta träd och det är därför inte lämpligt att använda för att bygga bostäder. Dessutom noterades det att andra trädarter sällan växer nära det i naturen.

## Bildgalleri

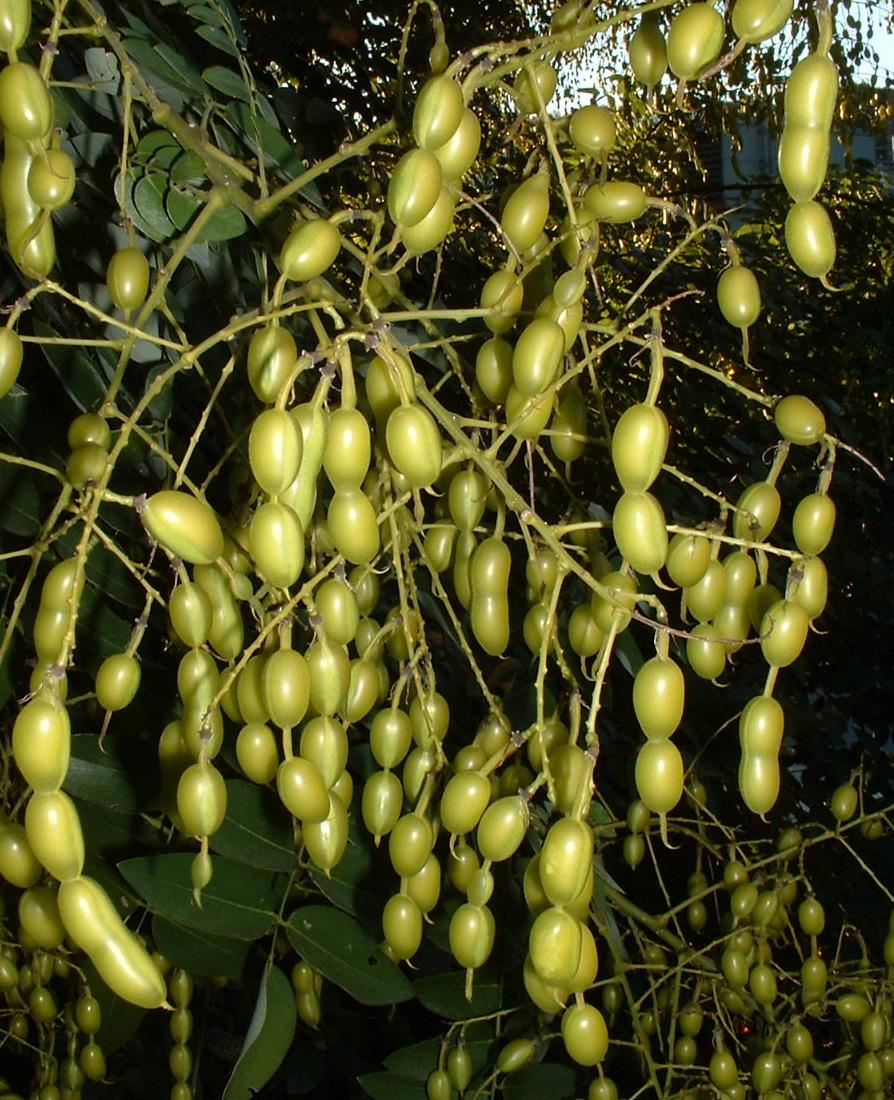
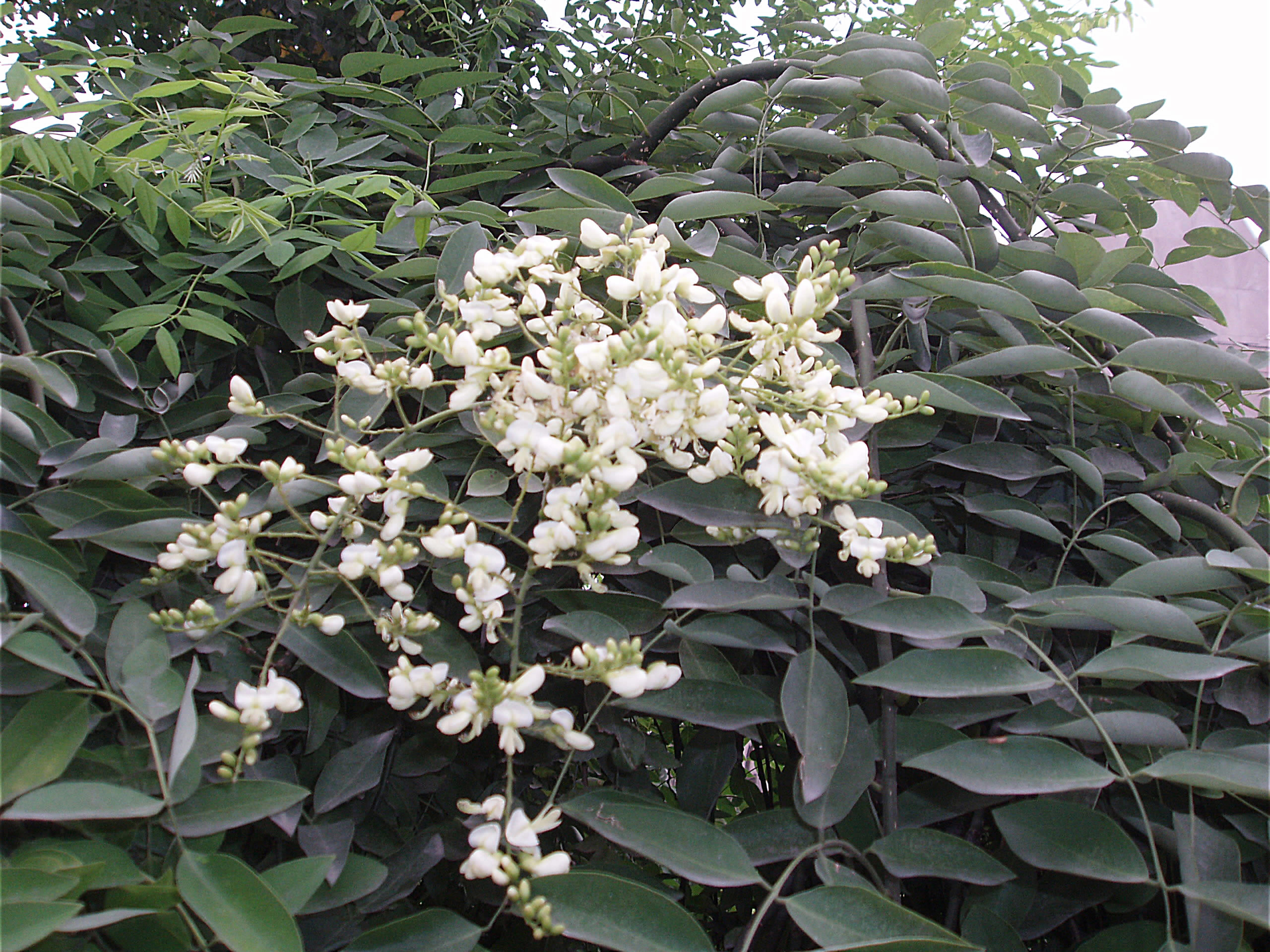
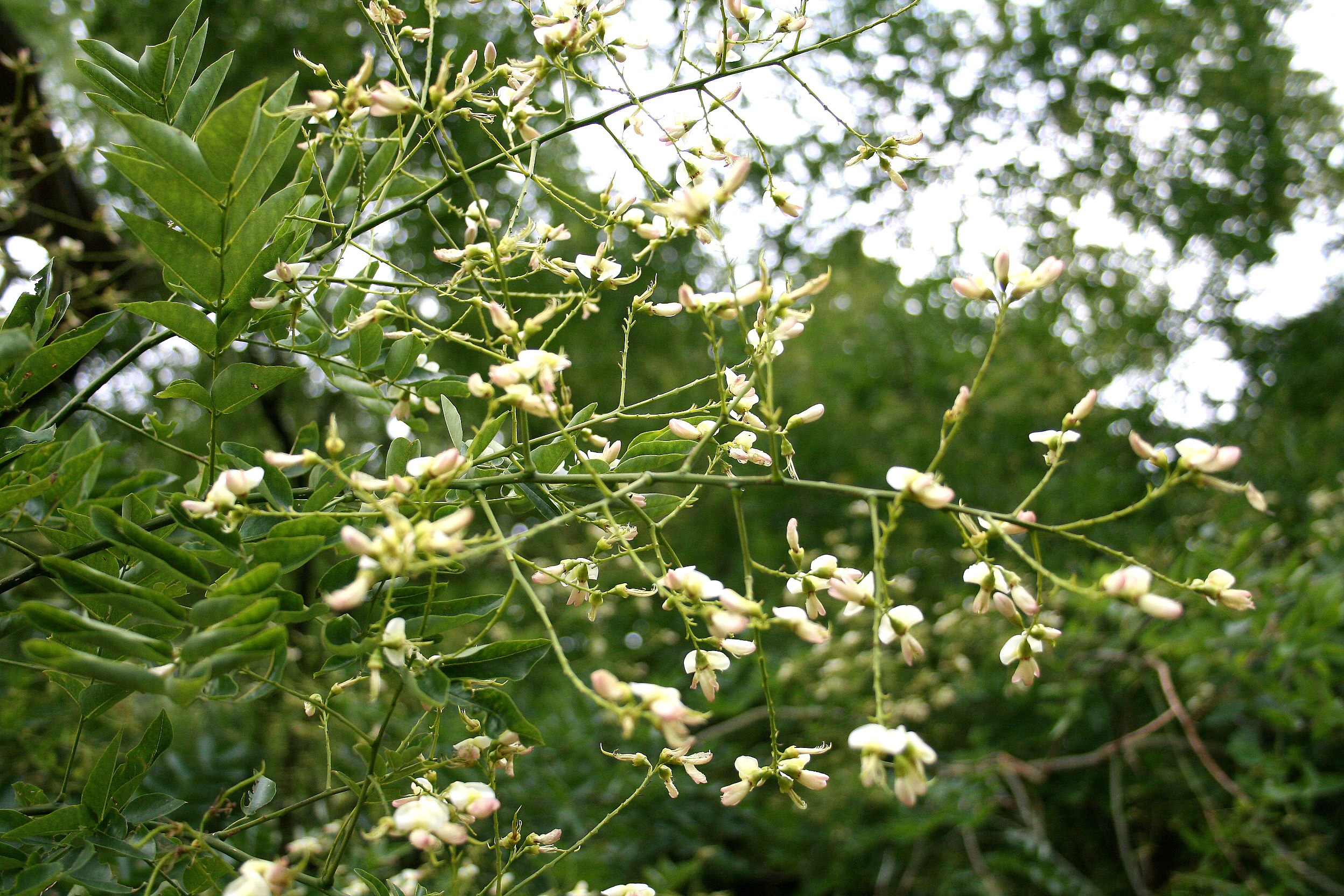
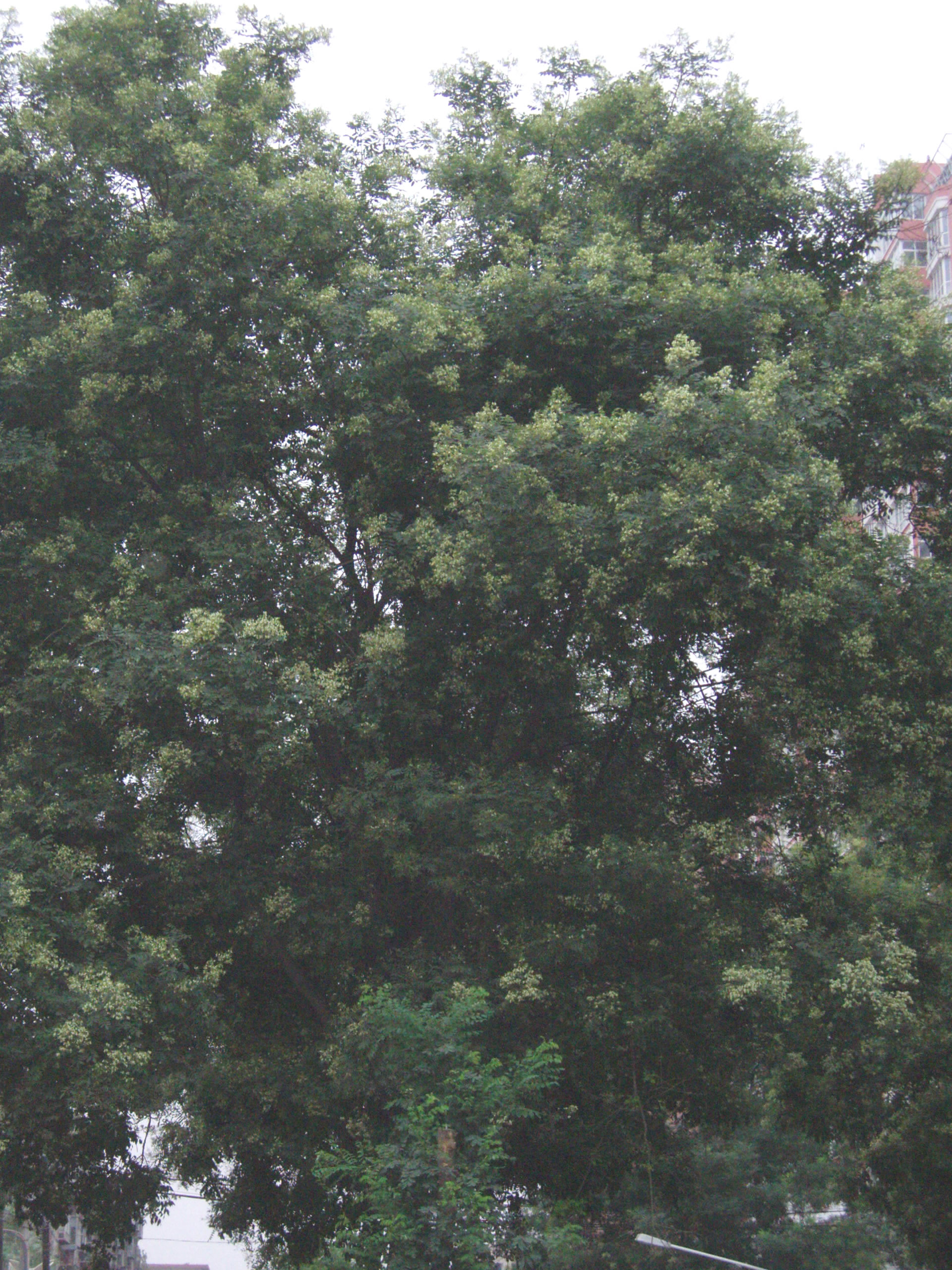
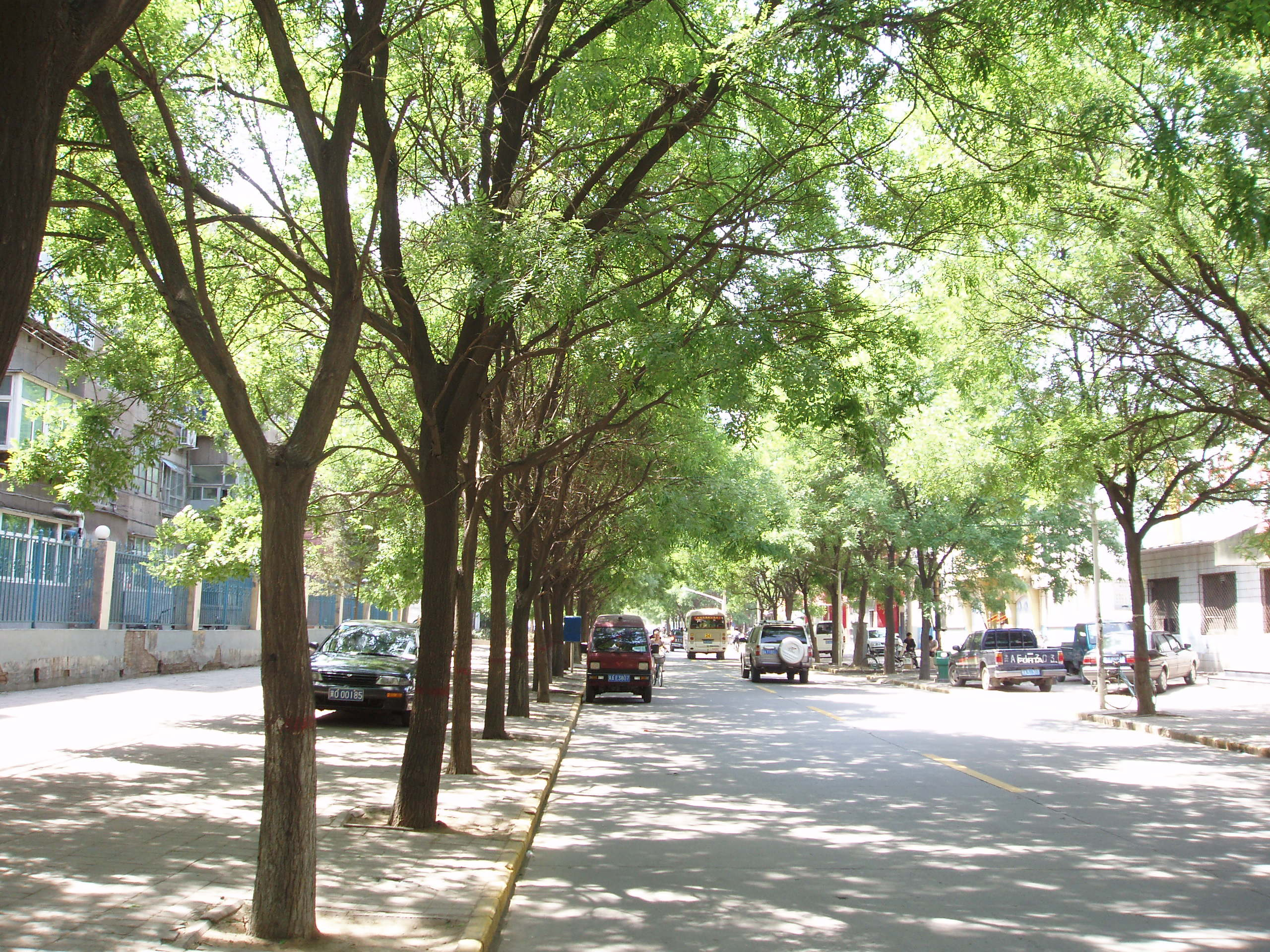
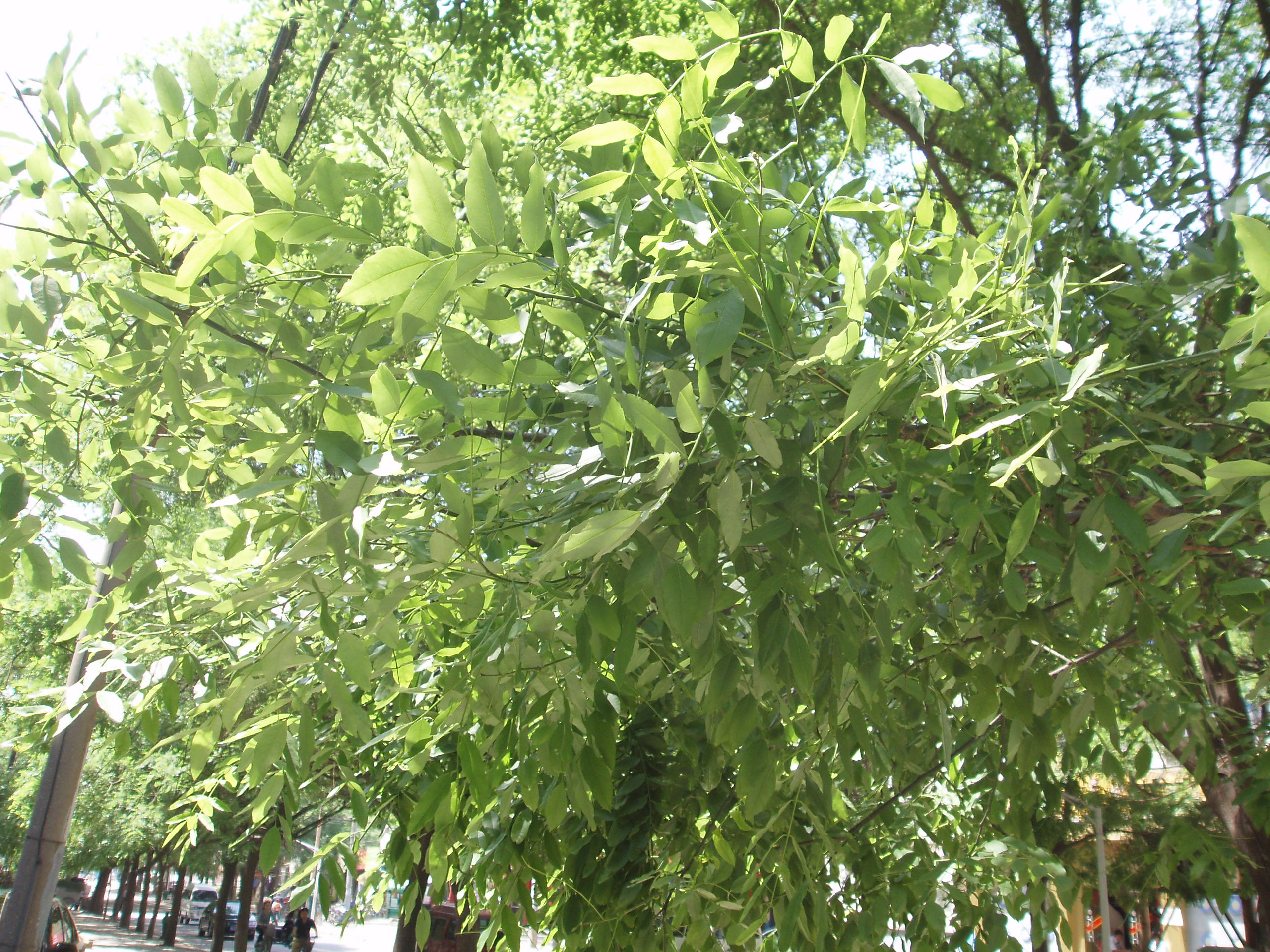